# 22 Zmotoryzowana Dywizja Strzelecka NKWD
22 Zmotoryzowana Dywizja Strzelecka NKWD (ros. 22-я мотострелковая дивизия НКВД) – jedna z dywizji piechoty wojsk NKWD z okresu II wojny światowej.
Została sformowana 23 czerwca 1941 w nowych warunkach wojennych, wobec ataku Rzeszy niemieckiej na ZSRR, w Nadbałtyckim i Zachodnim Okręgu Wojskowym i przeznaczona do współpracy z 10 DS Armii Czerwonej. W pierwszym tygodniu wojny nieskutecznie odpierała ataki 87 DP Wermachtu.
Po 30 czerwca 1941 dywizja została podporządkowana radzieckiej 8. Armii, jednak nie była w stanie walczyć z powodu braku zaplecza inżynieryjnego, dział artylerii i zaopatrzenia. W styczniu 1942 została rozwiązana.